# 常栄寺 (山口市)

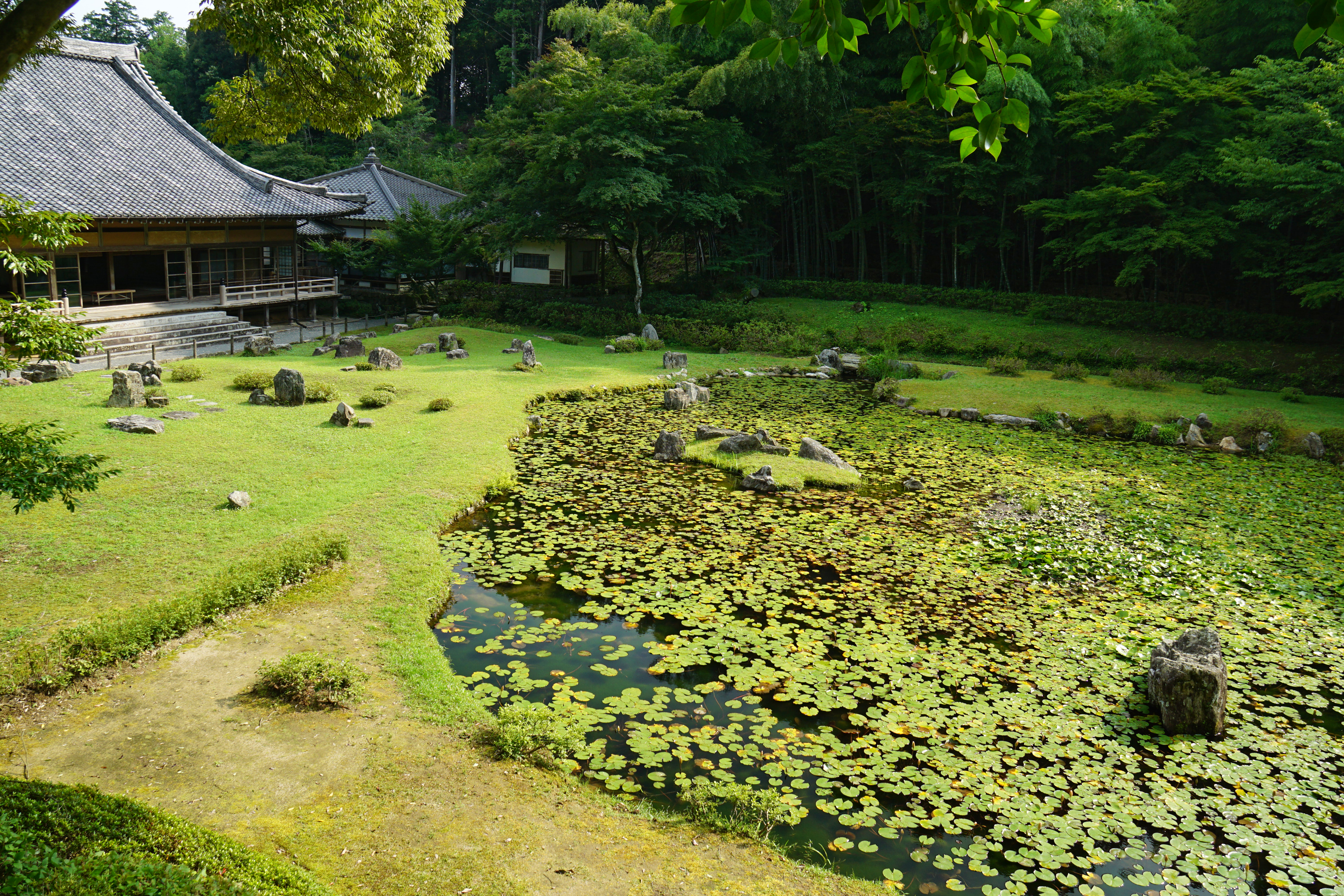
本堂、雪舟庭

常栄寺（じょうえいじ）は、山口県山口市宮野下平野にある臨済宗東福寺派の寺院。山号は香山。後庭は雪舟等楊の作と伝えられ、「常栄寺庭園」（通称:雪舟庭）として、国の史跡および名勝に指定されている。

## 概要
元は安芸国吉田（現在の広島県安芸高田市）にあり、永禄6年（1563年）に毛利元就が息子隆元の急逝を嘆き、その菩提を弔うために竺雲恵心を開山として創建された。隆元の死は京都にも伝わり、翌年正親町天皇から勅額を与えられた。関ヶ原の戦い後、毛利氏が長州藩に移封させられると、山口にあった国清寺（大内盛見の菩提寺）を接収して常栄寺とした。ところが、文久3年（1863年）に長州藩が萩城から山口政事堂に移転した際に、萩にあった洞春寺（元就の菩提寺、こちらも元は安芸国吉田にあった）を移転させ、常栄寺を隆元夫人尾崎局（妙寿大姉）の菩提寺であった妙寿寺に移された。現在の建物は大正の火災後に昭和6年（1931年）に再建されたものである。
常栄寺での僧堂開単は昭和17年（1942年）、関雄峰のときである。
現在地は元は大内氏が大内政弘別邸跡に創建した妙喜寺に由来している。大内政弘は当時山口に滞在していた雪舟等楊に対して庭園の造営を依頼し、雪舟は寺の北側の後庭を造営したと伝えられている。これが後世に知られる「雪舟庭（せっしゅうてい）」である。その後、大内氏が没落すると、毛利氏はここを山口出身であった尾崎局の菩提寺とし、寺名も妙寿寺と改名した。更に常栄寺の移転によって再度改名することになった。この間、庭園はそのまま維持され続けた。
雪舟が造営した庭園は枯山水を用いた池泉回遊式庭園で、寺に面する南側以外の三方を林地で囲んだ小谷地に築造され、前に心字池、東北には枯滝が設けられている。また、立石の手法も独特のもので室町時代の庭園の姿を今日に遺している。
また、明治天皇山口市行幸（明治18年7月）の際に宿泊された「明治天皇宿泊の間」は、昭和42年（1967年）に当山に移築され現存する。

## 境内
- 本堂 - 昭和8年再建
- 地蔵堂
- 茶堂
- 山門

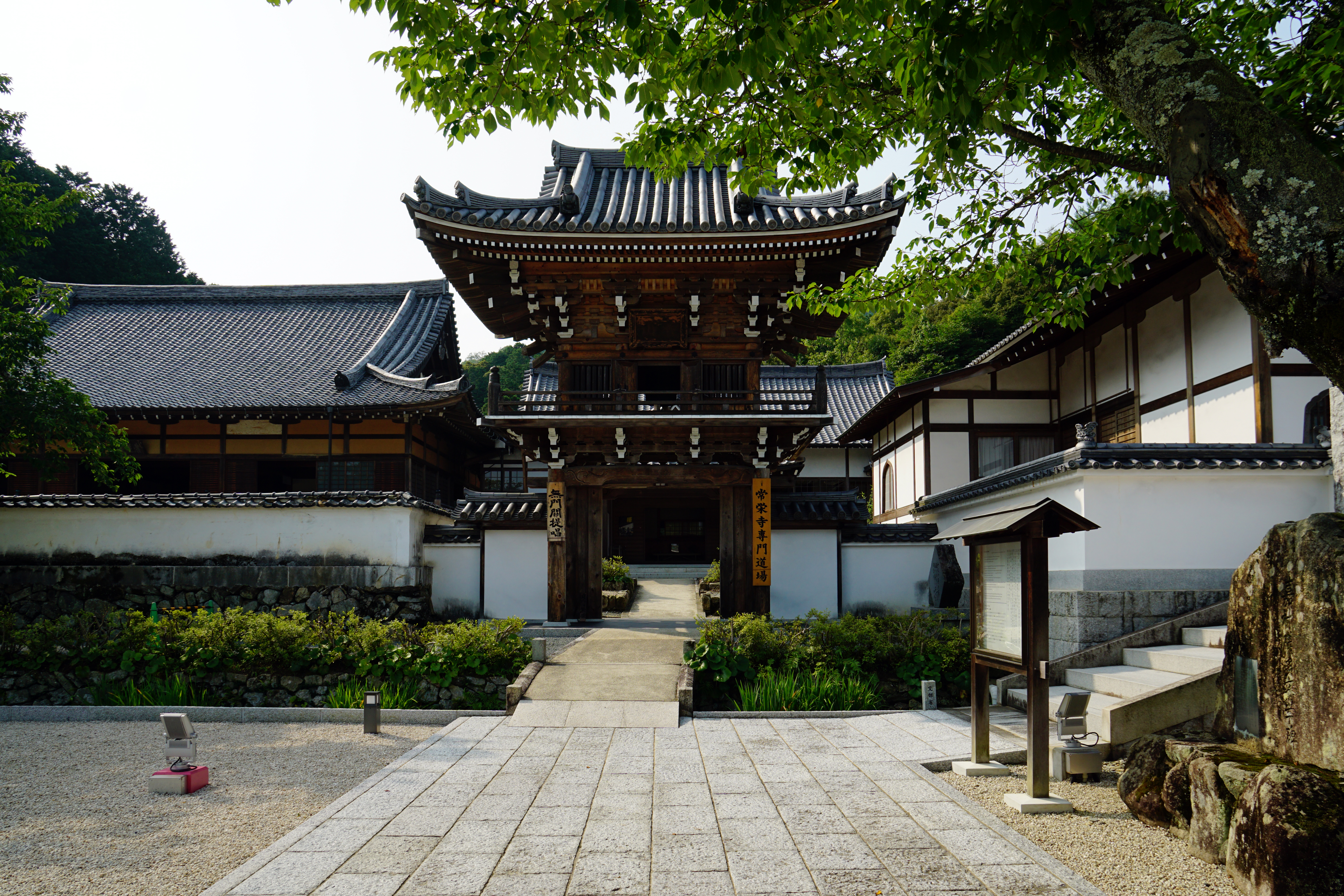
鐘楼門
- 雪舟庭 - 池泉、聴松軒、潜龍池、弁天池、四明池、龍門之滝、書院跡、迎月亭跡、毘沙門堂、弘法大師堂
- 南溟庭 - 昭和43年、重森三玲作庭。
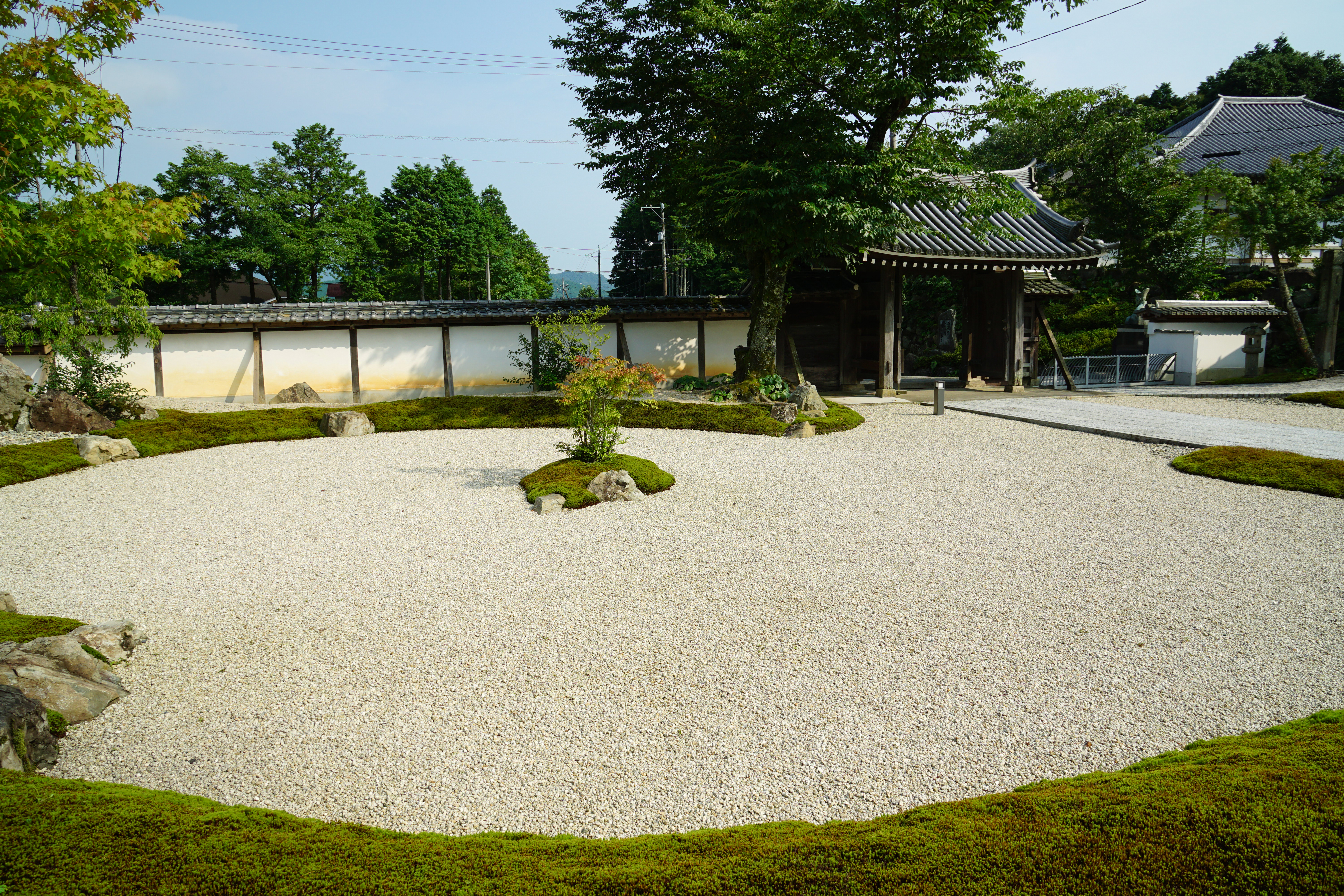
無隠（前庭）
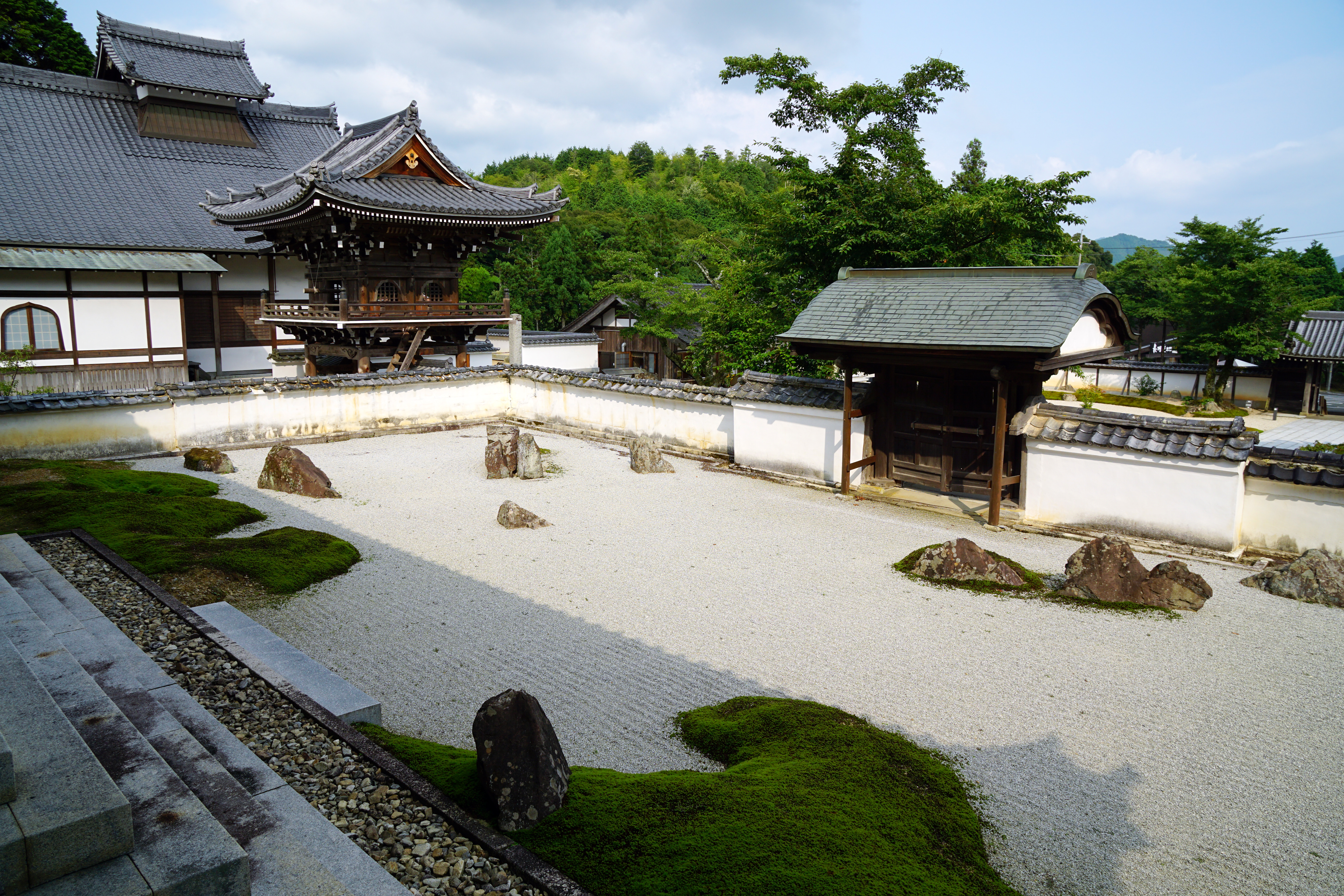
南溟庭
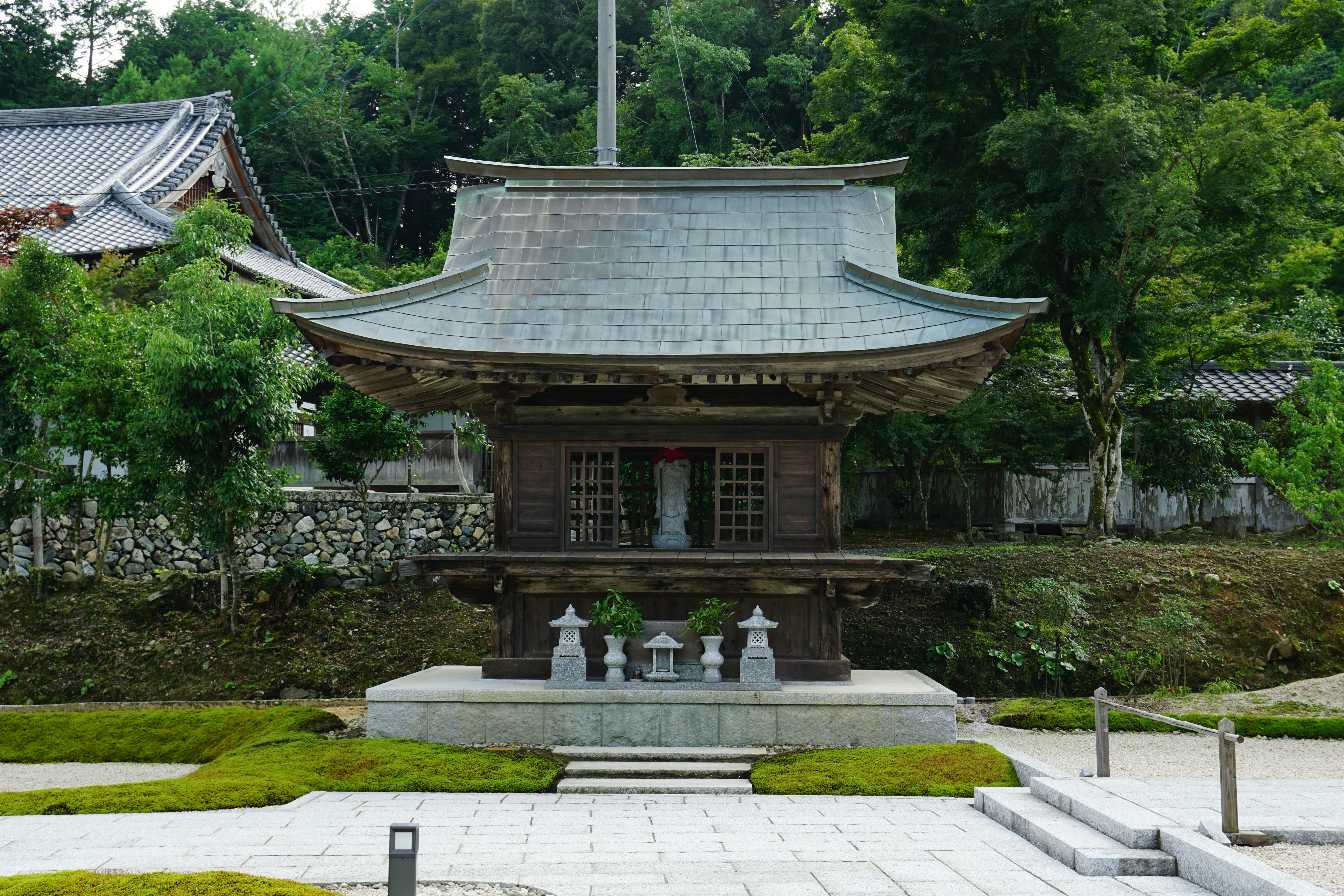
地蔵堂

- 鐘楼門
- 無隠（前庭）
- 南溟庭
- 地蔵堂

## 文化財
- 雲谷等益「絹本著色雪舟等楊像」（重要文化財）
- 雲谷等顔 「絹本著色惟松円融像」（重要文化財）

## 交通アクセス
- JR山口線宮野駅 徒歩15分
- JR山口線山口駅 車で10分

## 周辺
- 山口県護国神社
- 山口県立大学
- 豊榮神社・野田神社
- 山口市菜香亭
- 雲谷庵跡
- 瑠璃光寺、洞春寺、のむら美術館